# Кембриџ (Ајдахо)
Кембриџ (енгл. Cambridge) град је у америчкој савезној држави Ајдахо.

## Демографија
По попису из 2010. године број становника је 328, што је 32 (-8,9%) становника мање него 2000. године.
| Група             | 2000.       | 2010.       |
| Белци             | 354 (98,3%) | 322 (98,2%) |
| Афроамериканци    | 0 (0,0%)    | 0 (0,0%)    |
| Азијати           | 0 (0,0%)    | 0 (0,0%)    |
| Хиспаноамериканци | 0 (0,0%)    | 1 (0,3%)    |
| Укупно            | 360         | 328         |